# Podișul Moldovei Centrale
Podişul Moldovei Centrale är ett högland i Moldavien.   Det ligger i distriktet Raionul Străşeni, i den centrala delen av landet.